# 29674 Raušal
29674 Raušal là một tiểu hành tinh vành đai chính với chu kỳ quỹ đạo là 1352.4071834 ngày (3.70 năm).
Nó được phát hiện ngày 15 tháng 12 năm 1998.